# Mike Boit
Michael Kipsubut „Mike” Boit (ur. 6 stycznia 1949 w Eldoret w prowincji Wielkiego Rowu) – kenijski lekkoatleta średniodystansowiec, medalista olimpijski z 1972.
Zdobył brązowy medal w biegu na 800 metrów na igrzyskach olimpijskich w 1972 w Monachium. Na tych samych igrzyskach zajął 4. miejsce w finale biegu na 1500 metrów. Były to jedynie igrzyska olimpijskie, w których Boit uczestniczył, ponieważ Kenia zbojkotowała zarówno igrzyska w 1976, jak i w 1980.
Odnosił sukcesy na igrzyskach Wspólnoty Narodów. Zajął 2. miejsce w biegu na 800 metrów w Christchurch w 1974, zwyciężył na tym dystansie w Edmonton w 1978 i zdobył brązowy medal w biegu na 1500 metrów w Brisbane w 1982.
Zajął 2. miejsce w biegu na 800 m podczas pierwszego Pucharu Świata w 1977 w Düsseldorfie, przegrywając jedynie z ówczesnym mistrzem olimpijskim Alberto Juantoreną z Kuby.
Zwyciężył w biegu na 1500 m na pierwszych mistrzostwach Afryki w 1979 w Dakarze. Wystąpił na mistrzostwach świata w 1983 w Helsinkach, gdzie zajął 12. miejsce w finale biegu na 1500 m.
Boit ukończył studia na Uniwersytecie Stanforda oraz otrzymał doktorat z pedagogiki na Uniwersytecie Oregonu. Od 1987 jest profesorem na Kenyatta University w Nairobi (z przerwą w latach 1990-1997, kiedy był komisarzem do spraw sportu przy rządzie Kenii).
Rekordy życiowe Boita:
- bieg na 800 metrów – 1:43,57 (20 sierpnia 1976, Berlin) były rekord Afryki[7]
- bieg na 1000 metrów – 2:15,30 (23 września 1977, Wattenscheid)
- bieg na 1500 metrów – 3:33,67 (4 września 1979, Bruksela)
- bieg na milę – 3:49,45 (28 sierpnia 1981, Bruksela)

Jest wujkiem Philipa Boita – kenijskiego biegacza narciarskiego, trzykrotnego olimpijczyka (1998, 2002, 2006).